# Miofibrilha

Modelo de contração muscular de filamentos deslizantes

As miofibrinas ou miofibrilas (também conhecido como uma fibrila muscular) é uma unidade do tipo varão da base de um músculo. As miofibrilhas são organelos tubulares dispostos em feixes longitudinais que preenchem quase totalmente o citoplasma das células musculares, em contacto com as extremidades do sarcolema (a membrana celular destas células) e são responsáveis pela sua contratibilidade.
Estes organelos são formados por feixes de miofilamentos (também chamados miômeros ou sarcômeros) de dois tipos:
- filamentos finos, constituídos principalmente por actina enrolada em filamentos de nebulina;
- filamentos grossos, constituídos principalmente por miosina ligada a filamentos de titina.